# سلکرک (نیویورک)
سلکرک (به انگلیسی: Selkirk) یک منطقهٔ مسکونی در ایالات متحده آمریکا است که در نیویورک واقع شده‌است.